# Steward (scheepvaart)
Een steward of hofmeester is iemand die op passagiersschepen en ook bij vrachtschepen, de verzorging bedient voor de opvarenden en passagiers. Hij staat in voor de mess aan boord en zorgt bijvoorbeeld dat de tafels voor officieren en passagiers op cruiseschepen altijd correct gedekt zijn en voor de goede gang van zaken.